# Liste du patrimoine immobilier classé de Comblain-au-Pont
Cette page regroupe l'ensemble du patrimoine immobilier classé de la ville belge de Comblain-au-Pont.
| Objet | Année de construction / Architecte | Adresse              | Section communale | Coordonnées                      | Numéro d’inventaire | Illustration                                                                       |
| --- | ---------------------------------- | -------------------- | ----------------- | -------------------------------- | ------------------- | ---------------------------------------------------------------------------------- |
| La tour de l'ancienne église Saint-Martin de Comblain-Au-Pont |                                    |                      |                   | 50° 28′ 35″ nord, 5° 34′ 29″ est | 62026-CLT-0001-01   | La tour de l'ancienne église Saint-Martin de Comblain-Au-Pont                      |
| Site dit de la Roche Noire à Comblain-Au-Pont |                                    |                      |                   | 50° 28′ 56″ nord, 5° 34′ 44″ est | 62026-CLT-0003-01   | Site dit de la Roche Noire à Comblain-Au-Pont                                      |
| Extension du site dit de la Roche Noire à Comblain-Au-Pont |                                    | Comblain-Au-Pont     |                   | 50° 28′ 54″ nord, 5° 34′ 30″ est | 62026-CLT-0004-01   | Extension du site dit de la Roche Noire à Comblain-Au-Pont                         |
| Rochers Thier Pirard |                                    |                      |                   | 50° 28′ 26″ nord, 5° 35′ 08″ est | 62026-CLT-0005-01   | Image manquanteTéléverser                                                          |
| Rochers, dits : Chession |                                    |                      |                   | 50° 28′ 51″ nord, 5° 34′ 38″ est | 62026-CLT-0006-01   | Image manquanteTéléverser                                                          |
| Rochers, dits : Les Tartines |                                    |                      |                   | 50° 28′ 46″ nord, 5° 35′ 34″ est | 62026-CLT-0007-01   | Image manquanteTéléverser                                                          |
| Ancien Presbytère, actuellement Musée du Pays d'Ourthe-Amblève, place Leblanc, n°1 |                                    |                      |                   | 50° 28′ 31″ nord, 5° 34′ 28″ est | 62026-CLT-0008-01   | Ancien Presbytère, actuellement Musée du Pays d'Ourthe-Amblève, place Leblanc, n°1 |
| Rochers dits la Hé Leruth (Extension des sites classés du Thier Pirard et des Rochers des Tartines)(S), |                                    |                      |                   | 50° 28′ 26″ nord, 5° 35′ 14″ est | 62026-CLT-0009-01   | Image manquanteTéléverser                                                          |
| Donjon, dit château de Renastienne |                                    | Rue du Vieux Château |                   | 50° 30′ 28″ nord, 5° 34′ 50″ est | 62026-CLT-0011-01   | Image manquanteTéléverser                                                          |
| Les façades et toitures de la maison du Peuple de Poulseur, ainsi que les décorations intérieures de la salle des fêtes, les plafonds des pièces du rez-de-chaussée (café, hall d'entrée et ancienne coopérative), les carrelages du café, les parquets en chêne du premier étage, les portes intérieures. Les cages d'escalier et les rambardes en fer forgé (M) |                                    |                      | Poulseur          | 50° 30′ 30″ nord, 5° 34′ 46″ est | 62026-CLT-0013-01   | maison du Peuple de Poulseur                                                       |
| Le site dit de la Roche Noire |                                    |                      |                   | 50° 28′ 56″ nord, 5° 34′ 44″ est | 62026-PEX-0001-01   | Image manquanteTéléverser                                                          |
| L'extension du site dit de la Roche Noire |                                    |                      |                   | 50° 28′ 54″ nord, 5° 34′ 30″ est | 62026-PEX-0002-01   | Image manquanteTéléverser                                                          |
| Les rochers dits Thier Pirard |                                    |                      |                   | 50° 28′ 26″ nord, 5° 35′ 08″ est | 62026-PEX-0003-01   | Image manquanteTéléverser                                                          |
| Les rochers dits Chession |                                    |                      |                   | 50° 28′ 51″ nord, 5° 34′ 38″ est | 62026-PEX-0004-01   | Image manquanteTéléverser                                                          |
| Les rochers dits Les Tartines |                                    |                      |                   | 50° 28′ 46″ nord, 5° 35′ 34″ est | 62026-PEX-0005-01   | Image manquanteTéléverser                                                          |